# A. J. Lawson
Anthony Randolph "A. J." Lawson (Toronto, 15 de julio de 2000) es un baloncestista canadiense que pertenece a la plantilla de los Toronto Raptors de la NBA. Con 1,98 metros de estatura, juega en la posición de escolta.

## Trayectoria deportiva

### Instituto
Lawson creció en Brampton (Ontario), pero asistió al instituto de preparatoria en Mississauga, el Mississauga Secondary School que tenía academia de baloncesto. Terminaría el instituto en 2018, posicionado como el número 40 de su promoción para 247Sports y como el mejor canadiense para North Pole Hoops. Finalmente se decantó por la universidad de South Carolina, por delante de otras ofertas como Tulane o Creighton.

### Universidad

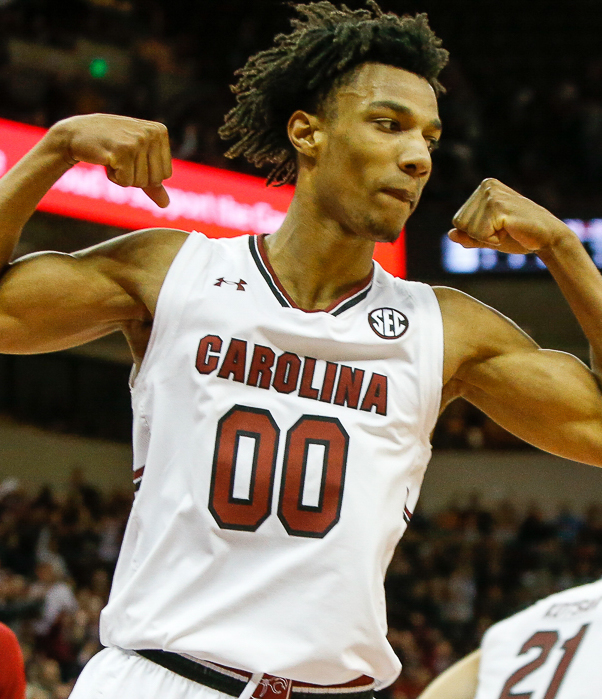
Lawson con South Carolina en 2019.

En su primera temporada promedió 13,4 puntos en los 29 encuentros que disputó, siendo incluido en el Southeastern Conference (SEC) All-Freshman team. Fue nombrado jugador de la semana el 19 de noviembre de 2018, tras promediar 15,7 puntos, 6,3 rebotes y 5,3 asistencias en tres encuentros ante Norfolk State, Providence and George Washington. Tras esa temporada pensó en presentarse al draft de 2019, pero finalmente decidió seguir en la universidad.
Parecía que en su segundo año formaría parte del first team All-SEC team y nominado al Jerry West Award, siendo colocado en proyección de primera ronda de cara al draft de 2020 por ESPN. No fue así, pero si lideró al equipo en anotación, con 13,4 por encuentro. Al término de la temporada decidió presentarse al draft. Pero el 29 de julio renunció y decidió seguir una temporada más en South Carolina.
El 6 de enero de 2021, consiguió su récord personal con 30 puntos ante Texas A&M. En su temporada júnior, promedió 16,6 puntos, siendo incluido en el Southeastern Conference (SEC) All-Second Team. El 19 de abril de 2021, se declaró elegible para el draft de 2021 firmando con un agente.

#### Estadísticas
| Año     | Equipo         | PJ | PT | MPP  | %TC  | %3P  | %TL  | RPP | APP | ROB | TPP | PPP  |
| ------- | -------------- | -- | -- | ---- | ---- | ---- | ---- | --- | --- | --- | --- | ---- |
| 2018–19 | South Carolina | 29 | 28 | 29.9 | .411 | .358 | .667 | 4.3 | 2.9 | 1.1 | .2  | 13.4 |
| 2019–20 | South Carolina | 31 | 31 | 29.1 | .414 | .339 | .724 | 3.7 | 1.9 | 1.2 | .1  | 13.4 |
| 2020–21 | South Carolina | 21 | 21 | 31.3 | .394 | .351 | .700 | 4.1 | 1.2 | 1.5 | .1  | 16.6 |
| Total   | Total          | 81 | 80 | 30.0 | .407 | .349 | .697 | 4.0 | 2.1 | 1.2 | .2  | 14.2 |

### Profesional
Tras no ser elegido en el draft de la NBA de 2021, se une a Miami Heat y a Atlanta Hawks para la NBA Summer League. El 22 de septiembre de 2021 firma con Atlanta Hawks, pero es cortado el 7 de octubre.
A finales de octubre de 2021 firma con College Park Skyhawks de la NBA G League, donde disputa 26 encuentros promediando 11,8 puntos por partido.
El 26 de abril de 2022, firma por los Guelph Nighthawks de la CEBL canadiense.
En verano de 2022 se une a los Dallas Mavericks para la NBA Summer League. El 19 de julio de 2022, firma un contrato dual con  Minnesota Timberwolves, siendo cortado el 15 de octubre sin debutar. El 3 de noviembre vuelve a firmar con los College Park Skyhawks. El 16 de noviembre consigue un contrato dual de nuevo con los Wolves, siendo cortado el 8 de diciembre tras un encuentro en la NBA, en el que anotó dos puntos. El 26 de diciembre firma un contrato dual con Dallas Mavericks.
Durante su segunda temporada en Dallas, en marzo de 2024, renueva su contrato ampliándolo por cuatro años.
El 27 de octubre de 2024 firmó con los Long Island Nets de la G League. Tras once encuentros en los que promedió 24 puntos por partido, recibe una oferta de un contrato dual con Toronto Raptors. El 12 de abril de 2025 los Raptors convierten su contrato dual en estándar.

### Selección nacional
Representó a la selección júnior de Canadá en el Campeonato FIBA Américas Sub-18 de 2018 celebrado en St. Catharines (Ontario), donde el equipo canadiense se llevó la plata tras perder la final ante Estados Unidos, siendo el mejor de su equipo con 18 puntos y 12 rebotes. Promedió 14,8 puntos por encuentro en el torneo.
Al año siguiente disputó el Mundial Sub-19 de 2019 en Heraclión (Creta), siendo el máximo anotador de su equipo tras promediar 16,7 puntos por partido, y consiguiendo 31 puntos ante Senegal. Canadá cayó en cuartos de final.

## Estadísticas de su carrera en la NBA

### Temporada regular
| Año     | Equipo    | PJ | PT | MPP  | %TC   | %3P  | %TL  | RPP | APP | ROB | TPP | PPP |
| ------- | --------- | -- | -- | ---- | ----- | ---- | ---- | --- | --- | --- | --- | --- |
| 2022-23 | Minnesota | 1  | 0  | 2.0  | 1.000 | —    | —    | 1.0 | .0  | .0  | .0  | 2.0 |
| 2022-23 | Dallas    | 14 | 0  | 7.6  | .488  | .400 | .250 | 1.4 | .1  | .1  | .0  | 3.9 |
| 2023-24 | Dallas    | 42 | 0  | 7.4  | .446  | .260 | .652 | 1.2 | .5  | .2  | .1  | 3.2 |
| 2024-25 | Toronto   | 26 | 2  | 18.7 | .421  | .327 | .683 | 3.3 | 1.2 | .5  | .2  | 9.1 |
| Total   | Total     | 83 | 2  | 10.9 | .439  | .318 | .638 | 1.9 | .6  | .3  | .1  | 5.2 |

### Playoffs
| Año   | Equipo | PJ | PT | MPP | %TC  | %3P  | %TL  | RPP | APP | ROB | TPP | PPP |
| ----- | ------ | -- | -- | --- | ---- | ---- | ---- | --- | --- | --- | --- | --- |
| 2024  | Dallas | 10 | 0  | 3.0 | .444 | .333 | .500 | .3  | .0  | .0  | .1  | 1.1 |
| Total | Total  | 10 | 0  | 3.0 | .444 | .333 | .500 | .3  | .0  | .0  | .1  | 1.1 |